# Werner Muensterberger
Werner Muensterberger (bzw. Münsterberger; * 15. April 1913 in Hörde (heute Dortmund); † 6. März 2011 in New York City) war ein deutscher Ethnologe, Psychoanalytiker, Kunstsammler und Buchautor.

## Leben
Muensterberger – Sohn eines deutschen Fabrikanten und einer Niederländerin – verbrachte einen großen Teil seiner Kindheit bei seiner Großmutter im niederländischen Haarlem, sodass er mit Deutsch und Niederländisch zweisprachig aufwuchs. Zusammen mit Klaus Mann, Sohn von Thomas Mann, besuchte Muensterberger in Deutschland auch einige Jahre die Odenwaldschule.
Muensterberger begann ein Studium der Medizin an der Universität Heidelberg, er wechselte jedoch nach einem Semester an die Universität Berlin, um dort Ethnologie zu studieren. Zudem absolvierte er eine Ausbildung am Psychoanalytischen Institut der Berliner Universität.
Der Kunstsammler Eduard von der Heydt, ein entfernter Verwandter seiner Mutter, machte ihn mit ethnographischer, afrikanischer Kunst bekannt. Muensterberger widmete ihm als Dank sein 1955 erschienenes Werk Sculpture of Primitive Man. Durch von der Heydt lernte Muensterberger den Ethnologen Eckart von Sydow kennen, bei dem er später Vorlesungen besuchte, den Bankier Hjalmar Schacht, auch die Tänzerin Mary Wigman und später den Bildhauer Constantin Brancusi.
Mitte der 1930er Jahre emigrierte Muensterberger in die Niederlande, lebte hauptsächlich in Amsterdam und Haarlem, kämpfte ab 1941 im Untergrund, wurde von 1943 bis Kriegsende von seiner Freundin, der späteren Schauspielerin Elisabeth Andersen, in einer Dachkammer versteckt, weil ihn die Gestapo suchte. In Holland setzte er auch an der Universität Leiden sein Ethnologiestudium fort. An der Universität Basel wurde er 1939 bei Felix Speiser und Walter Baumgartner über indonesische Schöpfungsmythen promoviert. Muensterberger promovierte ein weiteres Mal im Bereich der Kunstgeschichte.
In den Jahren 1947 bis 1951 war er als Dozent für Ethnopsychoanalyse an der New Yorker Columbia University tätig. Im Anschluss wurde er zum Professor für Ethnopsychiatrie an der New York State University ernannt.
Im Jahre 1974 erfolgte sein Umzug nach London, wo er seinen Ruhestand verbringen wollte. 1984 zog er jedoch zurück nach New York City und eröffnete an der Upper Eastside als Analytiker eine Privatpraxis, die er bis kurz vor seinem Tod betrieb.
Zu seinen Patienten als Psychoanalytiker gehörten unter anderen James Dean, Danny Kaye, Laurence Olivier und Marlon Brando.
Muensterberger war dreimal verheiratet.

## Veröffentlichungen
Monografien
- Ethnologische Studien an indonesischen Schöpfungsmythen. Ein Beitrag zur Kulturanalyse Südostasiens. Martinus Nijhoff, Haag 1939 (Dissertation, Universität Basel, 1939).
- Sammeln. Eine unbändige Leidenschaft. Psychologische Perspektiven. Suhrkamp, Frankfurt am Main 1999.

Herausgeberschaft
- Der Mensch und seine Kultur. Psychoanalytische Ethnologie nach 'Totem und Tabu' . Mit Beiträgen von Georges Devereux, Heinz Hartmann, Ernst Kris, Rudolph Loewenstein, Anne Parsons, Géza Róheim. Kindler, München 1974.